# التحول: عندما تلتقي الأيديولوجيا بالواقع
التحول: عندما تلتقي الأيديولوجيا بالواقع هو كتاب واقعي لعام 2021 للصحفية هيلين جويس ينتقد حركة حقوق المتحولين جنسياً ونشاط المتحولين جنسياً. وهو خامس كتاب لهم في قائمة صنداي تايمز الأكثر مبيعًا. تلقى الكتاب عددًا من المراجعات الإيجابية، على الرغم من أن البعض مثل الغارديان وبابليشرز ويكلي كانوا أكثر انتقادًا لنهج جويس.

## ملخص
كتبت جويس أن الكتاب يدور حول فكرة «أن الناس يجب أن يحسبوا رجالًا أو نساء وفقًا لما يشعرون به وما يعلنونه، بدلاً من بيولوجيتهم»، ويصف ذلك على أنه الهوية الجنسية تحل محل الجنس، وتقول إن هذا «بعيد مدى الآثار». تنص جويس على أن الكتاب لا يتعلق بالأشخاص المتحولين جنسيًا، ولكن عن الضغط على نشاط المتحولين جنسيًا.
تبدأ بسرد تاريخ هوية المتحولين جنسياً. تصف التحولات بين الجنسين ليلي إلبه وكريستين يورجنسن وكذلك الباحثين المؤثرين ماغنوس هيرشفيلد وهاري بنجامين وجون موني، مشيرة إلى أن هؤلاء الباحثين جميعًا لديهم معتقدات غير علمية حول طبيعة الجنس. تناقش بعد ذلك تصنيف بلانشارد الذي يتم فيه تصنيف النساء المتحولات إلى أنواع ذات علاقة بالأنثوية وذاتية التكاثر، وأبحاث آن لورانس في حسابات الأوتوجينيفيلات الأخرى التي تم تحديدها ذاتيًا. ثم تناقش بعد ذلك تعميم هذا البحث في كتاب الرجل الذي سيكون ملكة، والجدل الذي أعقب ذلك. بينما توافق على وجود خلل النطق الجندري، تنتقد مفهوم الهوية الجندرية، واصفة إياه بـ «الروح الجنسية» وشكل من ثنائية العقل والجسد، وتنتقد النشطاء الذين يقولون إن كون المرء ذكراً أو أنثى لا علاقة له بـ الجسد المادي. وتقول إن هذا المفهوم متجذر فكريا في فلسفة ما بعد الحداثة، ويعطي تفنيدات للحجج القائلة بأن الجنس معقد للغاية أو مبني اجتماعيًا ليكون مفيدًا.
ثم تطرقت بعد ذلك إلى نقاشات أكاديمية مختلفة حول علاج خلل النطق الجنسي عند الأطفال. وهي تنتقد نهج «التأييد الجندري» وتجادل بأن حاصرات سن البلوغ «تعيق عملية النمو حيث غالبًا ما يتم حل خلل النطق الجندري»، وتجادل بأن هذا يؤدي إلى مشكلات صحية مدى الحياة. تؤيد مفهوم خلل النطق السريع بين الجنسين، وتقارنه بالعدوى الاجتماعية النفسية السابقة والمتلازمات المرتبطة بالثقافة. كما أنها تتحدث عن تجارب العديد من أجهزة إزالة التحولات. تنتقد المواد التعليمية للأطفال باعتبارها تساوي عدم المطابقة مع الصور النمطية بالتحول. وتجادل أيضًا أنه كما حدث في السبعينيات يتجاهل النشطاء حماية الأطفال من الاعتداء الجنسي.
تجادل بأن معظم النسوية أصبحت منفصلة عن القضايا المتعلقة بالتجسيد الأنثوي، وأصبحت غير قادرة حتى على تسميتها. تنتقد عدم التناسق بين كيفية النظر إلى الجنس والعرق، وتجادل بأن المتحولات يتعرضن لضغط خاص لقبول شركاء جنسيين غير مرغوب فيهم. وهي تتحدث عن القضايا القانونية لجيسيكا يانيف وتجادل بأنها توضح نقاط الضعف في سياسات التحديد الذاتي للجنس. وتقول إن المساحات أحادية الجنس مثل غرف تغيير الملابس وملاجئ العنف المنزلي والسجون أصبحت الآن بالاسم فقط، وقد أدى ذلك إلى عواقب وخيمة. وهي تتحدث عن العديد من الخلافات والأبحاث المتعلقة بالمتحولين جنسياً في الرياضة.
تناقش التاريخ الحديث لنشاط المتحولين جنسياً في الولايات المتحدة، وتطرح قضية لماذا أصبح اليسار السياسي هناك مؤيدًا قويًا بشكل خاص لها. وتجادل بأن التعريف الذاتي للجنس في القانون ينتهك حقوق الآخرين وغالبًا ما يتم وضعه في مكانه دون معرفة عامة الناس بما يحدث أو يدعم العواقب. وتقول إنه تم دعمها من قبل أصحاب المليارات وأن هناك احتمالية لتضارب المصالح بين الباحثين وأولئك الذين يستفيدون من طب الجنس. تنتقد العديد من الصحفيين ومواقع التواصل الاجتماعي والجامعات والمنظمات الأخرى كما تم تصويرها من خلال نشاط المتحولين جنسياً. تناقش المقاومة الناجحة الأخيرة في المملكة المتحدة لتحديد الهوية الذاتية للجنس وكذلك قضية مايا فورستاتر القانونية وتأسيس تحالف المثليين. وهي تقدم حجة لماذا ظهرت «المقاومة العلمانية النسوية» في المملكة المتحدة وليس في أي مكان آخر.
تجادل بأن التعريف الذاتي للجنس لن ينمو ليصبح يلاقي قبولًا واسع النطاق كما فعل زواج المثليين، وتشير إلى أن تزوير التفضيل والجهل التعددي قد يكون لهما دور في الوقت الحالي. تقدم اقتراحات حول كيفية التعرف على الجنس عندما يكون ذلك مهمًا وأيضًا استيعاب الأشخاص المتحولين جنسياً. وتختتم بالدعوة إلى مزيد من التنقاش والمزيد من الاستماع وإعادة الالتزام بحرية المعتقد وحرية التعبير.